# Liste der Nummer-eins-Hits in Deutschland (1957)
Diese Liste enthält alle Nummer-eins-Hits in Deutschland im Jahr 1957 gemäß der Zeitschrift Der Automatenmarkt. Sie ermittelte monatlich die beliebtesten Singles in den Jukeboxen. Es gab in diesem Jahr sieben Nummer-eins-Singles.
Siehe auch: Liste der Automatenmarkt-Chartsongs (1957)
| ← 1956 ← | Liste der Nummer-eins-Hits in Deutschland | Liste der Nummer-eins-Hits in Deutschland | Liste der Nummer-eins-Hits in Deutschland                                         | 1958 →                    |
| \| Zeitraum \| Mt. ges. \| Interpret \| Titel Autor(en) \| Zusätzliche Informationen \| \| (Zeitraum, Monate auf Platz eins, Interpret, Titel, Autor[en], zusätzliche Informationen) \| \| \| \| \| \| ----------------------------------------------------------------------------------------- \| -------- \| ---------------------------------- \| --------------------------------------------------------------------------------- \| ------------------------- \| \| Januar 1957 1 Monat \| 1 \| Rodgers-Gesangs-Duett \| Sei zufrieden Georges Boulanger \| – \| \| Februar 1957 – Juni 1957 5 Monate \| 5 \| Margot Eskens (/ Wolfgang Sauer) 1 \| Cindy, Oh Cindy Bob Barron, Burt Long; deutsche Übersetzung: Kurt Feltz \| – \| \| Juli 1957 – September 1957 3 Monate \| 3 \| Harry Belafonte \| Banana Boat Song Traditional; Text: Irving Burgie, William A. Attaway \| – \| \| Oktober 1957 1 Monat \| 1 \| Die Heimatsänger \| Köhlerliesel Karl Theodor Uhlisch \| – \| \| November 1957 1 Monat \| 1 \| Vico Torriani \| Siebenmal in der Woche Musik: Erwin Halletz; Text: Hans Bradtke \| – \| \| Dezember 1957 1 Monat \| 1 \| Caterina Valente \| Wo meine Sonne scheint Harry Belafonte, Irving Burgie; deutscher Text: Kurt Feltz \| – \| |                                           |                                           |                                                                                   |                           |
| ← 1956 |                                           |                                           |                                                                                   | → 1958 →                  |
| Zeitraum | Mt. ges.                                  | Interpret                                 | Titel Autor(en)                                                                   | Zusätzliche Informationen |
| (Zeitraum, Monate auf Platz eins, Interpret, Titel, Autor[en], zusätzliche Informationen) |                                           |                                           |                                                                                   |                           |
| Januar 1957 1 Monat | 1                                         | Rodgers-Gesangs-Duett                     | Sei zufrieden Georges Boulanger                                                   | –                         |
| Februar 1957 – Juni 1957 5 Monate | 5                                         | Margot Eskens (/ Wolfgang Sauer) 1        | Cindy, Oh Cindy Bob Barron, Burt Long; deutsche Übersetzung: Kurt Feltz           | –                         |
| Juli 1957 – September 1957 3 Monate | 3                                         | Harry Belafonte                           | Banana Boat Song Traditional; Text: Irving Burgie, William A. Attaway             | –                         |
| Oktober 1957 1 Monat | 1                                         | Die Heimatsänger                          | Köhlerliesel Karl Theodor Uhlisch                                                 | –                         |
| November 1957 1 Monat | 1                                         | Vico Torriani                             | Siebenmal in der Woche Musik: Erwin Halletz; Text: Hans Bradtke                   | –                         |
| Dezember 1957 1 Monat | 1                                         | Caterina Valente                          | Wo meine Sonne scheint Harry Belafonte, Irving Burgie; deutscher Text: Kurt Feltz | –                         |